# Велин (Гомельская область)
Ве́лин (бел. Ве́лін) — деревня в Речицком районе Гомельской области Белоруссии. В составе Заспенского сельсовета.

## География

### Расположение
В 20 км на юго-восток от Речицы и железнодорожной станции в этом городе, в 70 км от Гомеля.

## Гидрография
На востоке река Днепр, на севере мелиоративные каналы.

## Транспортная система
Транспортная связь по автодороге Лоев — Речица.
В деревне 51 жилой дом (2004 год). Планировка состоит из дугообразной улицы. Застройка деревянными домами усадебного типа.

### Улицы
- Набережная
- Советская
- Мира

## История
Согласно письменных источников деревня известна с XIX века, как селение Холмечской волости Речицкого уезда Минской губернии. В 1850 году во владении графа Ракицкого. В 1879 году обозначена в Холмечском церковном приходе. В 1897 году работал хлебозапасный магазин.
В 1930 году организован колхоз «Красный Днепр», работала мельница.
Во время Великой Отечественной войны 42 жителя деревни погибли на фронте.
В 1959 году деревня находилась в составе колхоза «50 лет Октября» с центром в деревне Леваши.

## Население

### Численность
2004 год — 51 двор, 127 жителей.

### Динамика
- 1850 год — 30 дворов, 162 жителя.
- 1897 год — 42 двора, 328 жителей (согласно переписи).
- 1908 год — 58 дворов, 360 жителей.
- 1930 год — 98 дворов, 509 жителей.
- 1959 год — 299 жителей (согласно переписи).
- 2004 год — 51 двор, 127 жителей.